# Южное побережье Невской губы
Южное побережье Невской губы — государственный природный заказник регионального значения, образованный постановлением Правительства Санкт-Петербурга от 10.10.2013 № 766.
Заказник, общая площадь которого составляет 266 га, состоит из трех участков: «Кронштадтская колония», «Собственная дача» и «Знаменка». Обширные тростниковые и камышовые заросли (так называемые плавни) на мелководьях залива у границ всех трёх участков заказника чрезвычайно привлекательны для водоплавающих и околоводных птиц: здесь гнездятся и останавливаются во время миграций многие их виды, в том числе редкие и охраняемые. Ещё в недавнем прошлом плавни занимали значительные площади Невской губы, но в настоящее время они сократились из-за работ по добыче донного песка и намыва новых территорий.

## Кронштадтская колония
Участок заказника «Кронштадтская колония» площадью 100,8 га протянулся вдоль побережья Невской губы между г. Ломоносов и портом «Бронка». Здесь расположены самые большие в заказнике участки плавней; сохранились небольшие участки древостоев из чёрной ольхи, заросли ив с болотным разнотравьем, некогда также типичные для побережья Финского залива.

## Собственная дача
Участок «Собственная дача», площадь которого составляет 37,3 га, расположен в парке «Собственная дача». в непосредственной близости от памятника природы «Парк „Сергиевка“». В границах участка расположены деревянные дачи конца XIX века (М. Н. Бенуа, А. А. Грубе).

## Знаменка

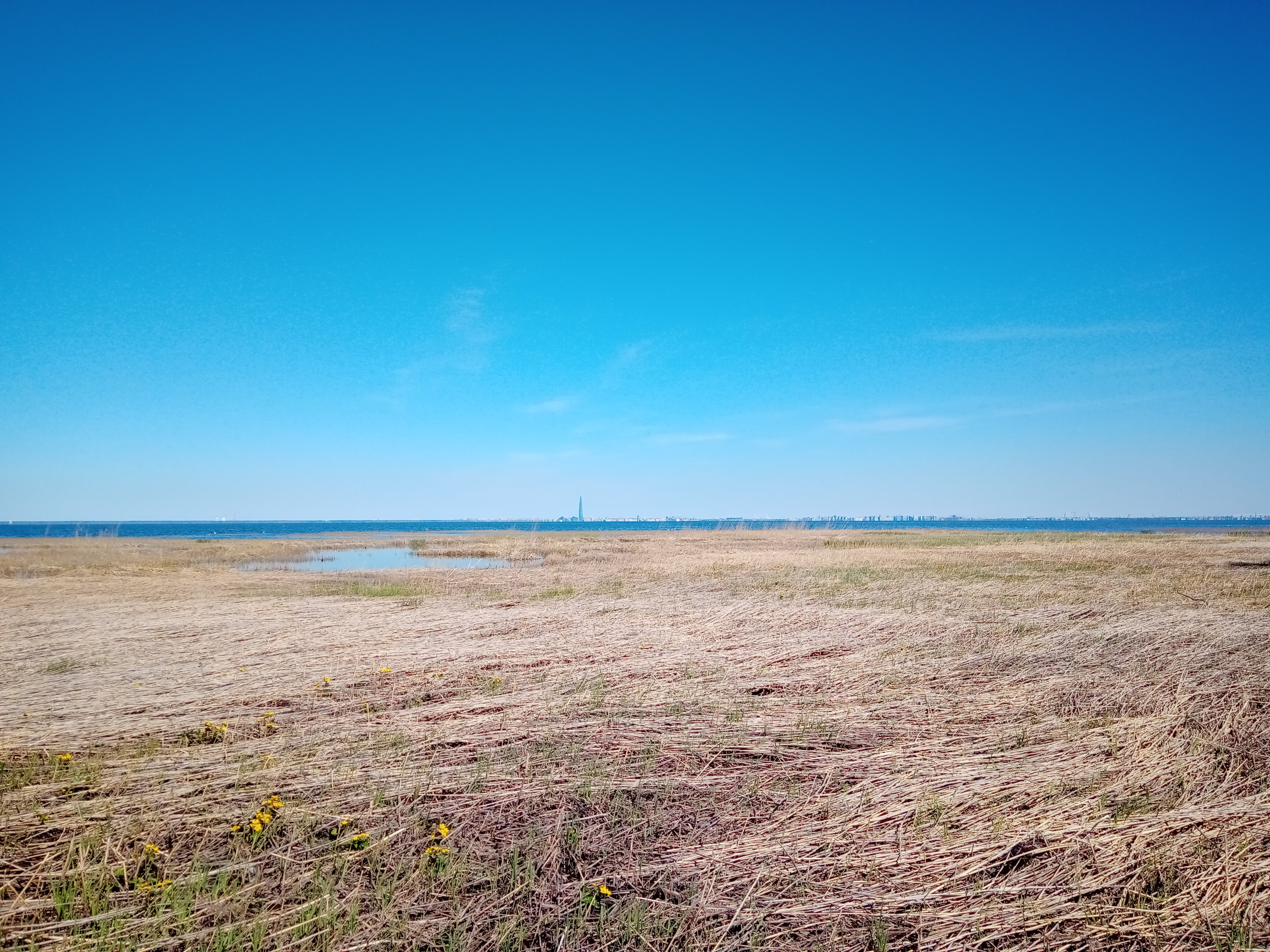
Участок «Знаменка», плавни

Участок «Знаменка», занимающий 127,9 га, находится рядом с музеем-заповедником «Петергоф». На территориях расположенных здесь усадеб «Михайловка», «Шуваловка» и «Знаменка» сохранились следы старых парковых планировок, насаждения старовозрастных широколиственных пород деревьев, в которых обитает множество видов птиц, в том числе зелёный дятел, занесенный в Красную книгу Санкт-Петербурга и изображенный на логотипе заказника.

## Режим особой охраны заказника

Схема границ заказника

В заказнике запрещается: загрязнение территории; движение и стоянка авто- и мототранспорта; разведение костров, поджигание тростниковых и камышовых зарослей и травы; выгул и выпас домашних животных; беспокойство птиц в период гнездования с 15 апреля по 15 июля, в том числе нарушение тишины; рубка деревьев, сбор растений; нарушение почвенного и растительного покрова; охота и причинение вреда животным; строительство; проведение массовых мероприятий.